# Таболин, Вячеслав Александрович
Вячеслав Александрович Таболин (13 июня 1926, Владимир — 10 января 2007, Москва) — академик РАМН, доктор медицинских наук, профессор. В 1963—2007 годах заведующий кафедры госпитальной педиатрии 2-го Московского государственного медицинского института.
В 1986—1999 годах — главный педиатр 4-го Главного управления Минздрава. В последние годы жизни являлся консультантом Медицинского Центра Управления делами Президента РФ.

## Биография
В 1944 году окончил среднюю школу с отличием, поступил в МВТУ имени Баумана.
После четвёртого курса перешёл во 2-й Московский государственный медицинский институт имени Н. И. Пирогова. Такое решение отчасти определялось тем, что ещё в 1943 году, будучи старшеклассником, он работал в эвакогоспитале № 1078. В институте учился на «отлично», был сталинским стипендиатом.
В 1953 году оканчивает институт с «красным» дипломом. Зачислен в клиническую ординатуру, а затем в аспирантуру на кафедру детских болезней (заведующий кафедрой — профессор Н. И. Осиновский).
В 1957 году защитил кандидатскую диссертацию «Гемолитическая болезнь новорожденных и её отдалённые последствия», в 1964 году — докторскую диссертацию «Гемолитическая болезнь новорожденных: патогенез, клиника, дифференциальная диагностика, лечение».
В. Таболиным подготовлены 39 докторов, 121 кандидат медицинских наук, которые работают во всех субъектах Российской Федерации, странах СНГ и за рубежом.
Похоронен в Москве на Троекуровском кладбище.

## Достижения и награды
Почётный член общества им. Яна Пуркинье (Чехословакия), почётный член Боливийского общества педиатров и др. Международной ассоциацией детских фондов награждён золотой медалью им. Л. Толстого за огромный вклад в спасение детей и сохранение их здоровья. Патриарх Московский и всея Руси Алексий II за особые заслуги в попечении о детях, нуждающихся, сирых и больных, пожаловал В. А. Таболина Орденом Святого Благоверного Царевича Димитрия.
Золотая медаль имени Л. Н. Толстого (Международная ассоциация детских фондов)

## Семья
- Отец — Таболин Александр Федорович (1882—1968)
- Мать — Таболина Любовь Васильевна (1894—1970)
- Супруга — Жданова Светлана Анатольевна (1927—1993)
- Дочери: Таболина Татьяна Вячеславовна (1952 - 2017) — доктор исторических наук, специалист по истории русской эмиграции; Таболина Ольга Вячеславовна (1958 г. р.).

## Публикации
Автор 5 монографий и более 530 статей по различным вопросам педиатрии. Под его редакцией опубликовано более 20 сборников научных трудов.
- Этиология, патогенез и комплексная терапия гемолитической болезни новорожденных. — М., 1965
- Билирубиновый обмен и желтухи новорожденных. — М., 1967
- Наследственные болезни у детей. — М., 1971 (в соавт.)
- Неонатология: Достижения и перспективы. — М., 1986
- Алкоголь и потомство. — М., 1988 (в соавт.)